# 亿霖木业案
亿霖木业案发生于2004年4月至2006年5月间，亿霖木业集团以“投资造林”为幌，销售林地每亩3700元人民币，共售林地42.2万亩，通过传销等手段两年时间，非法集资16.8亿元人民币，涉及中国9个省市的2.2万人，其中首都北京受骗群众达1.7万人，公司广告一度由电影明星葛优代言。
它是当时北京历史上最大的传销案件，2006年1月立案侦查，2008年9月22日在北京市第二中级人民法院开庭，2009年3月23日一审判决28名被告人犯非法经营罪，处以15年至1年不等的有期徒刑，主犯赵鹏运有期徒刑15年并处罚金3亿零34万元。

## 历史
在这次事件发生之前，主犯赵鹏运曾因传销获刑1年10个月。2004年初，赵在服刑期间与屠晓斌、赵代红等人合谋，决定出狱后靠销售林地继续进行传销。4月，赵鹏刑满获释，成立内蒙古亿霖木业有限公司、北京亿霖木业有限公司、亿霖木业集团有限公司和贵州、辽宁、重庆等多家公司，以“合作托管造林”的名义展开业务。